# Гаскойн (река)

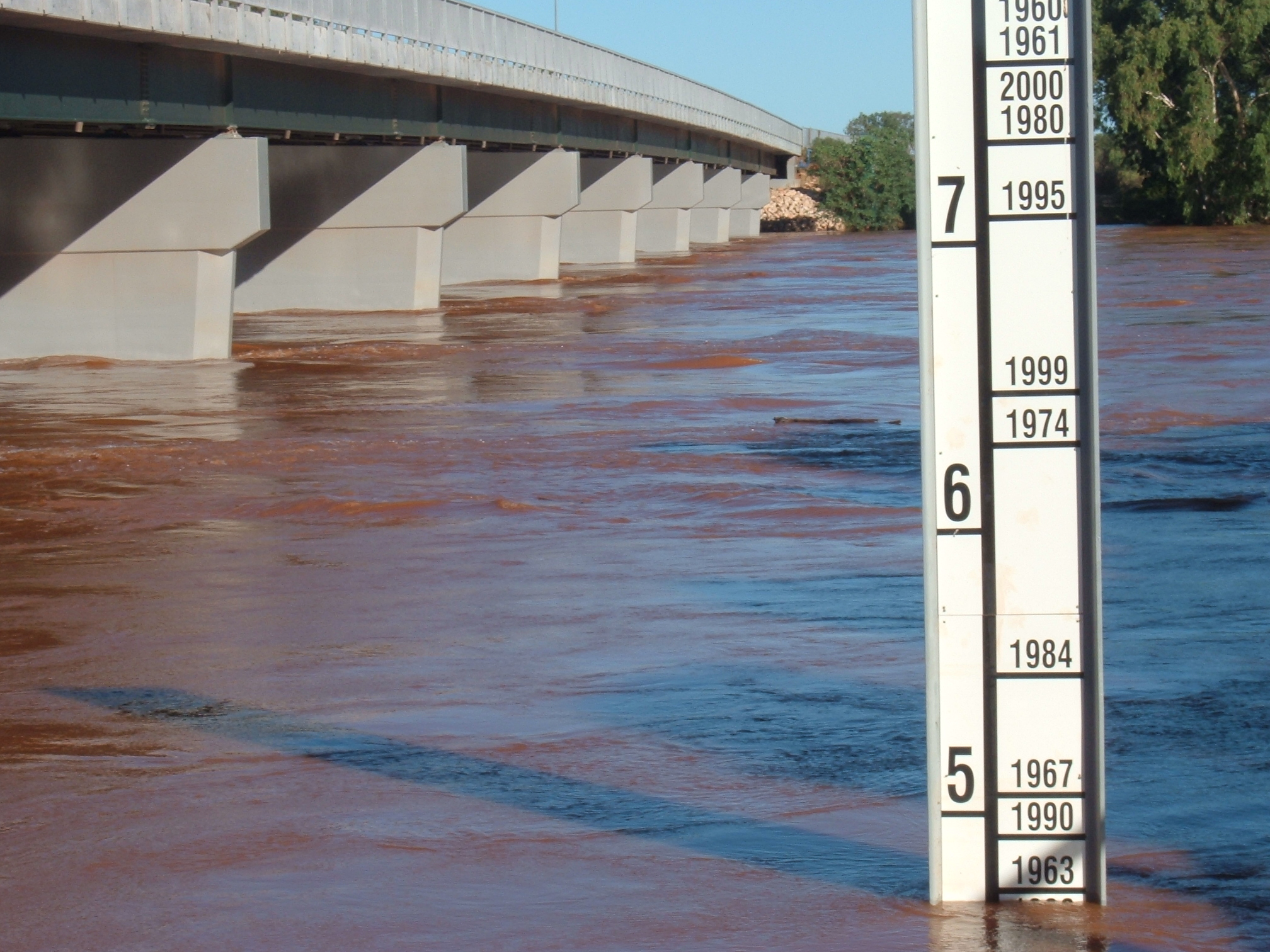
Апрель 2006 года. Наводнение

Гаскойн (англ. Gascoyne) — самая длинная река в Западной Австралии, протекает по Западно-Австралийскому плоскогорью и впадает в залив Шарк Индийского океана.
Длина 978 км; площадь бассейна 68,3 тыс. км².
Названа лейтенантом Джорджом Греем в 1839 году «в честь моего друга, капитана Дж. Гаскойна».
На реке, в устье, расположен город и порт Карнарвон.
Колебания уровня воды очень разнятся по сезонам — в сухое время года русло пересыхает, в мае-июле — бурные паводки. Средний расход воды около 20 м³/с. Устье имеет только подземный сток.